# Hoton
 (octobre 2023).
Hoton est une paroisse civile et un village du Leicestershire, en Angleterre.